# 木村次郎
木村 次郎 （きむら じろう、1967年12月16日 - ）は、日本の政治家。自由民主党所属の元衆議院議員（2期）。
国土交通大臣政務官、防衛大臣政務官兼内閣府大臣政務官を歴任。
父は青森県知事や衆議院議員を務めた木村守男。祖父は元衆議院議員の木村文男。兄は元衆議院議員の木村太郎。

## 経歴
青森県南津軽郡藤崎町出身。
1986年、青森県立弘前高等学校卒業。1991年、中央大学法学部法律学科卒業。同年青森県庁に入り、交通政策課副参事、企画政策部地域活力振興課課長代理などを務める。
2017年7月に兄の木村太郎が死去すると、同年10月に予定される衆議院青森4区の補欠選挙に出馬の意欲を示し、青森県庁を退職、9月に自民党公認で出馬することが決まった。しかし、同月、衆議院解散となり、補欠選挙でなく総選挙となったため、区割り変更により選挙区が青森4区から青森3区に変更された。そのため、青森3区の自民党公認候補となり、10月の第48回衆議院議員総選挙で初当選した。11月2日、細田派に入会。
2021年10月31日、第49回衆議院議員総選挙で再選。
2024年9月27日に行われた自民党総裁選挙において、1回目の投票では小泉進次郎に投じ、得票数1位の高市早苗と2位の石破茂が進んだ決選投票については、朝日新聞の取材に対し、投票先を公表しなかった。
同年10月6日、石破首相は第50回衆議院議員総選挙に向けて、政治資金パーティー裏金事件で党員資格停止の処分を受けた議員などを公認しないことを決めるとともに、木村ら裏金議員43人について比例代表への重複立候補を認めない方針を示した。10月15日、総選挙公示。青森3区からは木村、立憲民主党新人の弁護士の岡田華子、日本維新の会新人の長坂淳也ら計4人が立候補した。公明党は16日までに、出馬した計46人の裏金議員のうち、木村ら35人を推薦した。自民党は裏金問題や統一教会問題、10月23日に発覚した非公認候補への2000万円支給問題などで逆風が吹き荒れた。10月27日、総選挙執行。投票締め切りの20時に青森テレビは岡田の当選確実を報じ、岡田は初当選を果たした。比例重複が認められなかった木村は議席を失った。裏金事件に関係した候補者は18勝28敗だった。

## 政策

### 受動喫煙問題
- 2017年10月に青森県タバコ問題懇談会が行った「タバコ問題アンケート」について下記のとおり回答している[21]。
  - 世界保健機関（WHO）が求める屋内全面禁煙の法制化について「法制化または条例制定の際に、屋内全面禁煙ではなく分煙も選択できるようにする」
  - たばこの価格をどの程度まで引き上げるかについて「500円～600円程度」
  - 選挙事務所や集会・パーティー等における受動喫煙防止対策について「分煙にしている」

### その他
- アベノミクスを評価する[22]。
- 消費増税の先送りを評価する[22]。
- 安全保障関連法の成立を評価する[22]。
- 安倍内閣による北朝鮮問題への取り組みを評価する[22]。
- 組織犯罪処罰法の改正を評価する[22]。
- 安倍内閣による森友学園問題・加計学園問題への対応を評価する[22]。
- 幼稚園・保育所から大学まで教育を無償化すべきだ[22]。
- 財政赤字は危機的水準であるので、国債発行を抑制すべきだ[22]。
- 原子力規制委員会の審査に合格した原子力発電所は運転を再開すべきだ[22]。
- 将来も原子力発電は電力源のひとつとして保つべきだ[22]。
- 非核三原則を堅持すべきだ[22]。
- 日本の防衛力はもっと強化すべきだ[22]。
- 消費税増収分は幼児教育の無償化や高等教育の負担軽減に使うべきだ[22]。
- 憲法改正に賛成。改正すべき項目として、戦争放棄と自衛隊、憲法改正の手続、緊急事態条項を挙げる[22]。

## 人物・不祥事

### 政治資金パーティー収入の裏金問題
2024年1月28日、政治資金パーティー収入の裏金問題で、2018年からの5年間で派閥から受けていた計236万円のキックバックを政治資金収支報告書に記載していなかったことを明らかにした。この問題では計39人の議員が党から処分を受けたが、木村については党則に基づく処分ではなく幹事長による厳重注意となった。
同年5月14日、衆議院政治倫理審査会は、裏金事件に関与しながら同審査会で弁明していない自民党議員44人に出席と説明を求める野党の申立てを全会一致で可決した。同月17日、参議院政治倫理審査会も同様に、弁明していない議員29人に出席と説明を求める申立てを全会一致で可決した。木村を含む関係議員73人は全員出席を拒否し、6月23日に通常国会は閉会した。

### 統一教会との関係
ジャーナリストの鈴木エイトが作成した「旧統一教会関連団体と関係があった現職国会議員168人」によれば、旧統一教会関連団体との関係について、2019年3月に教団関連団体に会費を支出していた。

### 秘書へのパワハラ
2024年8月6日、元秘書の男性が勤務中に木村から繰り返しパワーハラスメントを受けたと訴え出た。信号無視を示唆する指示をして運転席を殴打する、次期衆院選の対立候補予定者のポスターを運転中にスマートフォンで撮影するよう要求するなどの行動があったという。木村はこれに対し、道交法違反を教唆する指示はしていないとしつつ、「一部行き過ぎた言動があったことは事実」などとするコメントを出した。

## 選挙
| 当落 | 選挙                   | 執行日         | 選挙区      | 政党       | 得票数     | 得票率 | 定数 | 得票順位 /候補者数 | 政党内比例順位 /政党当選者数 |
| ---- | ---------------------- | -------------- | ----------- | ---------- | ---------- | ------ | ---- | ------------------ | ---------------------------- |
| 当   | 第48回衆議院議員総選挙 | 2017年10月22日 | 青森県第3区 | 自由民主党 | 12万8740票 | 64.22% | 1    | 1/4                | /                            |
| 当   | 第49回衆議院議員総選挙 | 2021年10月31日 | 青森県第3区 | 自由民主党 | 11万8230票 | 64.95% | 1    | 1/2                | /                            |
| 落   | 第50回衆議院議員総選挙 | 2024年10月27日 | 青森県第3区 | 自由民主党 | 7万3848票  | 42.27% | 1    | 2/4                | /                            |